# Elena Soia
Elena Igorevna Soia (Moscou, 9 de novembro de 1981) é uma nadadora sincronizada russa, campeã olímpica.

## Carreira
Elena Soia representou seu país nos Jogos Olímpicos de 2000, ganhando a medalha de ouro por equipes.